# Selma Meerbaum-Eisinger
Selma Merbaum, née en février 1924 à Cernăuți en Bucovine alors dans le royaume de Roumanie aujourd'hui Tchernivtsi en Ukraine, décédée le 16 décembre 1942 dans le camp de travaux forcés de Michailowka en Ukraine était une poétesse germanophone, qui, en tant que juive victime de persécutions, mourut du typhus à dix-huit ans. Son œuvre est souvent classée parmi la Littérature-monde.

## Biographie

### Famille
Selma Merbaum est la fille du vendeur de chaussures Max Merbaum et de son épouse Friederika, née Schrager. Elle est la cousine germaine de Paul Celan — les pères de leurs mères étaient frères. Max Merbaum mourut alors que Selma était âgée de neuf mois. Sa mère se remarie trois ans plus tard à Leo Eisinger. Selma fréquente jusqu'en 1940 le lycée privé de jeunes filles juives Hofmann, devenu public en tant que Liceul Particular de Fete cu drept de publicitate.

### Formation
Très jeune, Selma commence à lire les auteurs qui eurent une grande influence sur son œuvre : Heinrich Heine, Rainer Maria Rilke, Klabund, Paul Verlaine et Rabindranath Tagore. Certains poèmes de Selma Merbaum datent déjà de 1939. Elle traduit également du français, du roumain et du yiddish en allemand.

### Seconde guerre mondiale
Après l'entrée des troupes allemandes dans la ville de Tchernivtsi, abandonnée en 1940 par la Roumanie à l'Union soviétique, Selma, sa mère et son beau-père Leo Eisinger sont forcés, en octobre 1941, à vivre dans le ghetto de la ville. La famille échappe à la déportation jusqu'en juin 1942. Avec le dernier convoi le 28 juin Selma, sa famille et ses proches sont déportés dans le camp de transit de Cariera de Piatra, en Transnistrie. De là, comme des milliers d'autres et comme le peintre Arnold Daghani, elle est transférée dans le camp de travail de Michailowka, à l'est du Bug, territoire d'Ukraine occupé et géré par les Allemands. Les déportés, sous le contrôle de l'Organisation Todt, y étaient forcés à rassembler des pierres pour la construction de routes. Selma meurt à dix-huit ans du typhus.

## Œuvre
L’œuvre de Selma Merbaum est composée de 58 poèmes, qu'elle a écrits soigneusement au stylo chacun sur une page puis reliés en un album intitulé Blütenlese [Anthologie]. Elle le dédia à son ami Leiser Fichmann, membre du groupe de jeunesse sioniste Hashomer Hazair. Sur son chemin vers la déportation, elle put confier l'album à une connaissance, qui le donna à son amie Else en la priant de le donner à son tour à Leiser. Leiser Fischmann prit l'album avec lui au camp de travail, où il le rendit à Else, avant de fuir vers la Palestine. Son bateau fut torpillé, seuls cinq passagers survécurent, il ne fut pas parmi eux. Mais les poèmes de Selma furent transportés jusqu'en Israël par son amie. Son professeur de l'école de yiddish, Hersch Segal, les publia en 1976 à compte d'auteur.
La véritable découverte de Selma Meerbaum résulta du reportage du journal Stern, du journaliste Jürgen Serke, que Hilde Domin avait sensibilisé à ces poèmes. Serke fit publier les poèmes sous le titre Ich bin in Sehnsucht eingehüllt (Je suis enveloppée de nostalgie) chez l'éditeur Hoffmann und Campe. En novembre 2005 parut une nouvelle édition, ainsi qu'un livre audio avec Iris Berben. Ces projets furent initiés par David Klein, qui mit en musique douze des poèmes de Selma, interprétés par Xavier Naidoo, Reinhard Mey, Ute Lemper et beaucoup d'autres.
Les poèmes de Selma Merbaum qui ont pu être sauvés traitent avant tout de romances impressionnistes, d'élégie à la nature d'une maîtrise stylistique remarquable, imprégnée de mélancolie. Hilde Domin a avoué avoir lu les poèmes de Selma Merbaum, « si purs, si beaux, si clairs, si menaçants » en « pleurant de colère ». L’œuvre de la jeune autrice appartient avec les poèmes de Rose Ausländer et Paul Celan à l'héritage littéraire de la culture juive-allemande de la Bucovine.

## Traductions
- Nous nous embraserons comme en rêve[3]. Recueil de poèmes sauvés de la disparition, avec estampes d’Anne Mounic. Édition bilingue allemand-français, traduction, préface et notes de Marc Sagnol. Atelier GuyAnne[4], Chalifert (Seine-et-Marne) 2018

## Commémoration
En mémoire de la jeune autrice les Bundesverband junger Autoren und Autorinnen, Armin T. Wegner Gesellschaft et Kölner Autorengruppe Faust créèrent fin 2010 le prix littéraire Selma Meerbaum-Eisinger, qui fut attribué en 2011 pour la première fois. Le fonds Anne Frank soutient ce prix.
Iris Berben se rendit en 2011 à  Tchernivtsi pour rapporter les poèmes où ils sont nés.
Le centre familial de l'église évangélique Kaiser-Friedrich situé au Siegmunds Hof 20 à Berlin a été nommé Maison Meerbaum en hommage à la poétesse.

## Éditions de son œuvre
- Selma Meerbaum-Eisinger, Blütenlese, Tel Aviv, 1979.
- Selma Meerbaum-Eisinger, Ich bin in Sehnsucht eingehüllt: Gedichte, 2005,  (ISBN 978-3-455-05171-1), Hambourg, 1980, puis 2005 et 2008.
- Selma Meerbaum-Eisinger, Blütenlese. Gedichte, Stuttgart, 2013,  (ISBN 978-3-15-019059-3)
- Selma Meerbaum-Eisinger, Du, weißt du, wie ein Rabe schreit? Gedichte, Aix-la-Chapelle, 2013,  (ISBN 978-3-89086-439-6).
- Marion Tauschwitz, Selma Merbaum: „Ich habe keine Zeit gehabt zuende zu schreiben“. Biografie und Gedichte, 2014, Springe,  (ISBN 978-3-86674-404-2).
- Selma Meerbaum-Eisinger, Florilegio, Edizioni Forme Libere, Trente, 2015,  (ISBN 978-8-86459-060-8).

Livres audio
- Selma Meerbaum-Eisinger (Voix: Mirjam Heller. Musique: Klaus Burger, Arrangements: Frank Hertweck), Ich bin in Sehnsucht eingehüllt. Gedichte.
- Selma Meerbaum-Eisinger (Voix: Iris Berben), Ich bin in Sehnsucht eingehüllt, Gedichte, Hambourg, 2005,  (ISBN 3-455-30429-X).
- Selma Meerbaum-Eisinger (Voix: Herman van Veen, Guitare: Edith Leerkes) Du, weißt Du... , 2008,  (ISBN 978-3-7857-3758-3).

En musique
- Michael Albert, Blütenlese. Cycle de lieds pour chorale (Hanovre 2007)
- Albino, Ich will leben, No Nation Mixtape 2007
- Johannes Conen, Du, weißt du…. (Berlin 1985)
- Caroline Charrière, Müdes lied (1983), Tragik (1984, créé en 2002 à La Chaux-de-Fonds).
- Michael Denhoff, Wie eine Linie dunkelblauen Schweigens. Sept chants pour accordéon (1997).
- Albin Fries, Lieder op. 46/1-3 (2014).
- Herbert Grönemeyer - The World Quintet, Trauer (2003).
- Heinrich Hartl, Selma oder Die Reise um den Tisch. Dix lieder pour alto, quatuor à cordes, marimba et percussions (2002)
- Daniel Hess: Welke Blätter. Violinsonate für Violine und Klavier, Viersätzige Sonate nach Gedichten von Selma Meerbaum-Eisinger (1924–1944) (1997)
- Kolsimcha – The World Quintet, Selma – in Sehnsucht eingehüllt, Klezmer-Musikalbum, avec Sarah Connor, Xavier Naidoo, Yvonne Catterfeld, Reinhard Mey, Hartmut Engler, Thomas D (Die Fantastischen Vier), Joy Denalane, Jasmin Tabatabai, Volkan Baydar (Orange Blue), Inga Humpe (2raumwohnung), Stefanie Kloß (Silbermond), Ute Lemper (Basel 2005).
- Felicitas Kukuck, Sieben Lieder zu Gedichten von Selma Meerbaum-Eisinger. Pour voix et piano (1999).
- Norbert Linke, Ein kurzes Leben. Cycle de lieder pour voix et piano (Borken 2010).
- Dietrich Lohff, Ich möchte leben. dans Requiem für einen polnischen Jungen (1998).
- Hartmut Neubauer, Zwei Lieder für Frauenstimme mit Klavierbegleitung op. KL 3.1 Der Kelch und KL 3.2 Du, weißt du[7] (2009/2010).
- Xaver Paul Thoma, lch bin in Sehnsucht eingehüllt. Sept Lieder pour soprano et piano (1984/86).
- Karsten Troyke, Leg den Kopf auf meine Knie. Textes: Selma Meerbaum-Eisinger, Itsik Manguer et Abraham Sutzkever (1994).

Interprétations scéniques
- Heinrich Hartl (musique) / Jutta Czurda (chant et mise en scène): Selma oder Die Reise um den Tisch. Recherche avec Lieder d'après des poèmes de Selma Meerbaum-Eisinger (2002, Théâtre de Fürth)
- Herman van Veen (musique) / Eva Schuurmann (libretto): Windekind. Conte musical. Ode à Selma Meerbaum-Eisinger, avec Edith Leerkes (guitare) et Lina Lindheimer (danseuse) (2008, Essen)
- Saskia Brzyszczyk, Peter G. Dirmeier (acteurs) / Ewelina Nowicka (violon et musique), Shin-Ying Lin (flûte) / Christa Krohne-Leonhardt (Livret et mise en scène) / Anneke Gräper (décors) / www.echtzeit-entertainment.de (production): "Und die Sehnsucht singt mich zur Ruh - Lebenslieder" (5 novembre 2015 au théâtre Goldbekhaus Hambourg)

En images
- Helga von Loewenich: Triptyque sur la vie de Selma Meerbaum – Eisingers Jeunesse - Rêve- Mort dans le cadre de l'exposition à la synagogue de Halberstadt de Helga von Loewenich "Ich lebe in meinem Mutterland Wort" 3 juin 2001 - août 2011

trent